# Rosa 'Sarah Van Fleet'
'Sarah Van Fleet' (el nombre de la obtención registrada 'Sarah Van Fleet'), es un cultivar de rosa moderna de jardín trepador que fue conseguido en Estados Unidos por el rosalista estadounidense Van Fleet en 1922.

## Descripción
'Sarah Van Fleet' es una rosa moderna de jardín de porte arbustivo, cultivar del grupo Híbrido Rugosa.
El cultivar procede del cruce de Rosa rugosa Thunb. x 'My Maryland'.
Las formas arbustivas del cultivar tienen porte arbustivo y alcanza de 150 a 245 cm de alto con 120 a 185 cm de ancho. Las hojas son rugosas de color verde oscuro y mate, con denso follaje. Los tallos poseen numerosas espinas finas y densas.
Sus delicadas flores de color rosa intenso envejecen a rosa más suave. Fragancia moderada a rosas antiguas. Flores medianas a grandes de 4". Flor semi doble de 9 a 16 pétalos. Flor resalta en solitario. Floración en pequeños grupos abierta, forma de la flor de taza.
Florece en oleadas a lo largo de la temporada. Si se le cortan las flores secas después florece esporádicamente.

## Origen
El cultivar fue desarrollado en Estados Unidos por el prolífico rosalista estadounidense Van Fleet en 1922. 'Sarah Van Fleet' es una rosa híbrida diploide con ascendentes parentales de Rosa rugosa Thunb. x 'My Maryland'.
La obtención fue registrada bajo el nombre cultivar de 'Sarah Van Fleet' por Van Fleet en 1922 y se le dio el nombre comercial de 'Sarah Van Fleet'.
La rosa fue conseguida en Estados Unidos por el Dr. Walter Van Fleet antes de 1922 e introducida en el mercado estadounidense por la "American Rose Society" en 1926 como 'Sarah Van Fleet'.

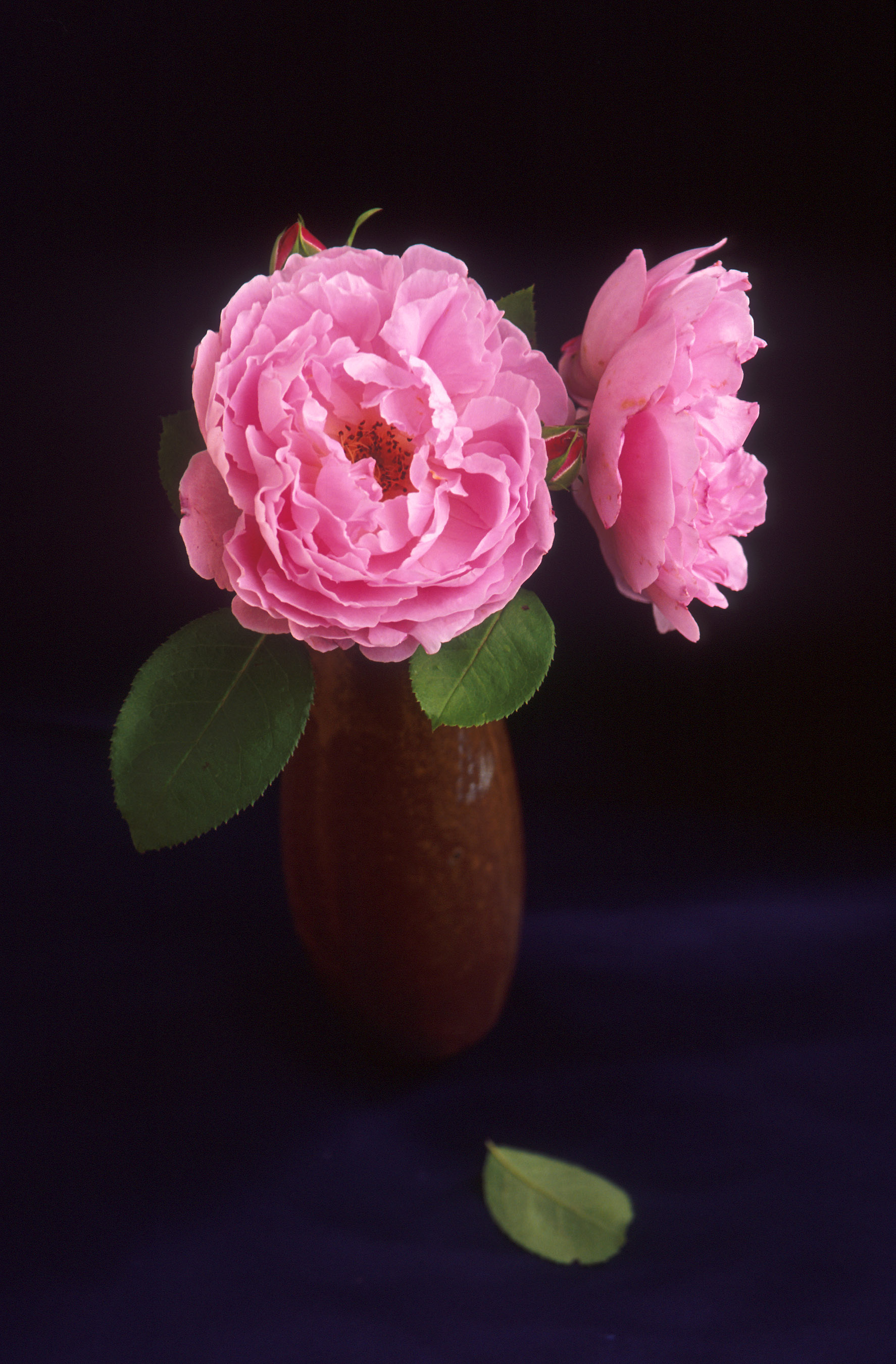
'Sarah Van Fleet'.

## Cultivo
Aunque las plantas están generalmente libres de enfermedades, es posible que sufran de punto negro en climas más húmedos o en situaciones donde la circulación de aire es limitada. Susceptible a la roya.
Las plantas toleran media sombra, a pesar de que se desarrollan mejor a pleno sol. En América del Norte son capaces de ser cultivadas en USDA Hardiness Zones 6b a 9b. La resistencia y la popularidad de la variedad han visto generalizado su uso en cultivos en todo el mundo.
Puede ser utilizado para las flores cortadas o jardín. Vigorosa. En la poda de Primavera es conveniente retirar las cañas viejas y madera muerta o enferma y recortar cañas que se cruzan. En climas más cálidos, recortar las cañas que quedan en alrededor de un tercio. En las zonas más frías, probablemente hay que podar un poco más que eso. Requiere protección contra la congelación de las heladas invernales.

## Desportesde 'Sarah Van Fleet'

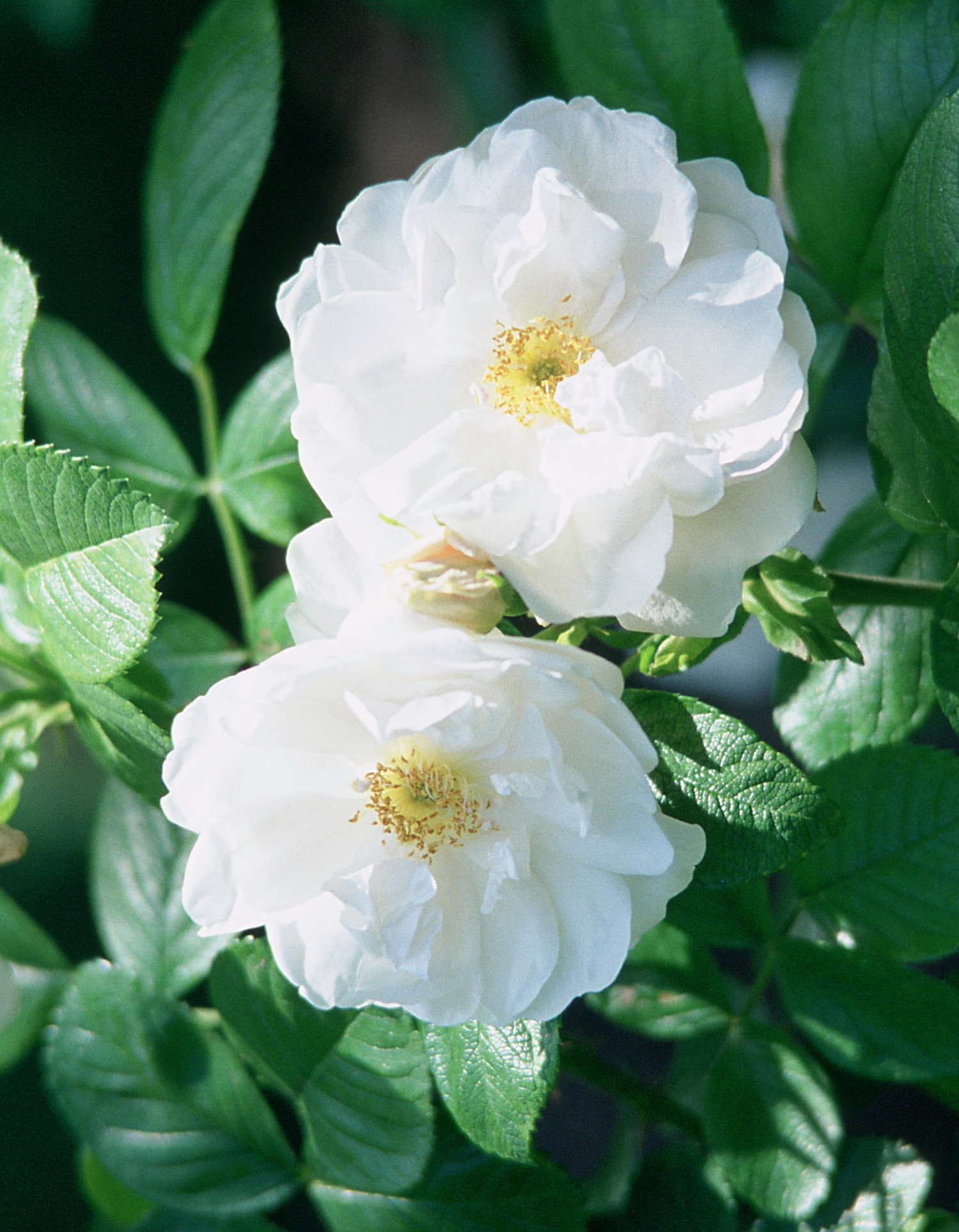
'Mary Manners', hybr. Rugosa, sect. Cassiorhodon 1970. En la rosaleda del Real jardín botánico de Madrid.